# The Glass House (filme de 2001)
The Glass House (br: A Casa de Vidro; pt: Glass House - Casa de Vidro) é um filme estadunidense de 2001, do gênero suspense, dirigido por Daniel Sackheim.

## Sinopse
Dois adolescentes são adotados por um casal de ex-vizinhos, depois que seus pais morreram em um acidente de carro. Ruby, a filha de 16 anos, fica sabendo que seus pais deixaram uma herança de U$4.000.000 pelo advogado da família.
Chegando à casa de seus tutores, em Malibu, eles recebem vários presentes caros, em uma tentativa de impressioná-los e receber apoio.
Enquanto Rhett Baker, o filho mais novo de 11 anos, gosta da nova casa com ares de fortaleza, e de todos os presentes, Ruby vai aos poucos conhecendo o casal (Erin Glass e Terrence 'Terry' Glass).
Ela descobre que Erin é dependente química e Terry está endividado, e começa a suspeitar de ambos. Terry por sua vez pede cada vez mais dinheiro para o banco onde está depositado a herança dos pais de Ruby e Rhett, dizendo que precisava fazer reformas na casa.
Ruby  vai até o escritório do advogado da família para contar o que estava acontecendo, mas isso faz com que Terry saiba desse fato, pois o advogado, pensando que está ajudando, conta tudo o que a moça disse em uma tentativa de fazer a nova família se acertar.
Não conseguindo ajuda e cada vez mais certa de que Terry e sua esposa mataram os seus pais, ela e seu irmão fogem, mas são parados pela polícia, dando tempo para Erin encontrá-los.
Após isso, Terry e Erin a mantém presa em um quarto o tempo inteiro, a base de sedativos. Porém o casal começa a perder a batalha quando a médica Erin é demitida do emprego por levar drogas do hospital em que trabalhava, e assim, não conseguem mais dopar Ruby.
Ruby e seu irmão conseguem fugir, enquanto Terry via bandidos levarem seus carros e o ameaçarem por não ter dinheiro para pagá-los. por fim, um acidente mata os bandidos, e Terry, que sobreviveu, morre atropelado por Ruby, que junto com o seu irmão, passa a morar com o tio Jack.

## Elenco
- Leelee Sobieski… Ruby Baker
- Diane Lane… Erin Glass
- Stellan Skarsgård… Terrence 'Terry' Glass
- Bruce Dern… Begleiter
- Kathy Baker… Nancy Ryan
- Trevor Morgan… Rhett Baker
- Chris Noth… Uncle Jack
- Michael O'Keefe… Dave Baker

## Recepção crítica
The Glass House tem recepção geralmente desfavorável por parte da crítica especializada. Com o Tomatometer de 21% em base de 40 críticas, o Rotten Tomatoes chegou ao consenso: "Devido à reviravoltas óbvias e prenúncio, The Glass House não consegue empolgar. No final, ele se degenera ridiculamente". Por parte da audiência do site tem 40% de aprovação.